# CONCACAF League
Die CONCACAF League war von 2017 bis 2022 ein Fußballwettbewerb für Vereinsmannschaften, der vom zuständigen Kontinentalverband CONCACAF organisiert wurde und nach der CONCACAF Champions League den zweitwichtigste Wettbewerb des Kontinents darstellte. Vergleichbar mit der UEFA Europa League bzw. der Copa Sudamericana war der Wettbewerb allerdings nur bedingt, da Vertreter aus Mexiko und den USA nicht teilnahmen.
Teilnahmeberechtigt waren jeweils drei Klubs aus Costa Rica, El Salvador, Guatemala, Honduras und Panama. Nicaragua stellte zwei und Belize sowie Kanada je einen Vertreter. Komplettiert wurde das Teilnehmerfeld durch drei Vertreter der Karibik, die sich über die jeweils aktuelle Karibikmeisterschaft qualifizierten, ohne den aktuellen Karibikmeister, der sich direkt für die Champions League qualifizierte. Bis 2018 erhielt nur der Sieger einen Startplatz für die CONCACAF Champions League im Folgejahr, ab 2019 qualifizierten sich dann die sechs besten Mannschaften.

## Modus
Folgender Modus galt: Jede Runde, beginnend mit dem Achtelfinale bis zum Finale, wurde im K.-o.-System mit Hin- und Rückspielen ausgetragen. Bei Punkt- und Torgleichheit galt die Auswärtstorregel. War auch die Zahl der auswärts erzielten Tore gleich, folgte im Anschluss an das Rückspiel unmittelbar ein Elfmeterschießen.

## Die Endspiele und Sieger
| Jahr | Finalpaarung       | Finalpaarung          | Finalpaarung       |
| Jahr | Sieger             | Ergebnisse            | Finalist           |
| ---- | ------------------ | --------------------- | ------------------ |
| 2017 | CD Olimpia         | 0:1 / 1:0 (4:1 i. E.) | Santos de Guápiles |
| 2018 | CS Herediano       | 2:0 / 1:2             | CD Motagua         |
| 2019 | CD Saprissa        | 1:0 / 0:0             | CD Motagua         |
| 2020 | LD Alajuelense     | 3:2                   | CD Saprissa        |
| 2021 | CSD Comunicaciones | 2:1 / 4:2             | CD Motagua         |
| 2022 | CD Olimpia         | 3:2 / 2:2             | LD Alajuelense     |

## Torschützenkönige
| Jahr | Spieler            | Verein             | Tore |
| ---- | ------------------ | ------------------ | ---- |
| 2017 | Roger Rojas        | CD Olimpia         | 5    |
| 2018 | Román Castillo     | CD Motagua         | 5    |
| 2019 | Johan Venegas      | CD Saprissa        | 7    |
| 2020 | Johan Venegas      | CD Saprissa        | 6    |
| 2021 | Juan Luis Anangonó | CSD Comunicaciones | 6    |
| 2022 | Ramiro Rocca       | Real España        | 6    |